# Johann Ernst Bach
Johann Ernst Bach (Eisenach, 1722 – 1777) è stato un musicista tedesco.

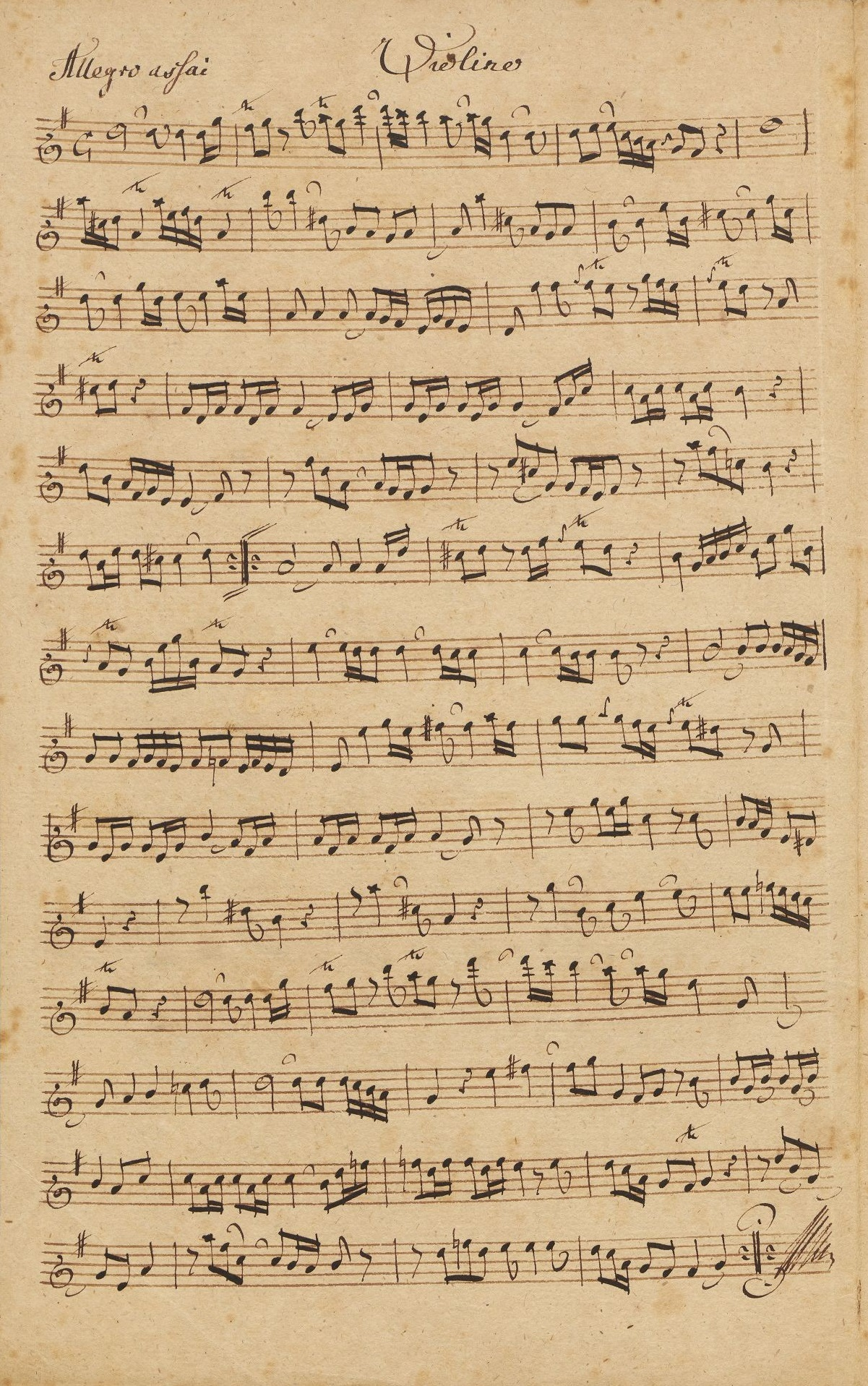
Sonata per il clavicembalo col violino: del Sig[nor]e Giovanni Ernesto Bach

Figlio di Johann Bernhard Bach, fu maestro di cappella (1766-1777) a Weimar. Lo ricordiamo per varie sonate per violino e clavicembalo.  Cugino di Johann Sebastian Bach è l'autore della cantata BWV 222 e del mottetto BWV 165, precedentemente attribuiti a Johann Sebastian. Fu il capostipite dei cosiddetti "i Bach di Eisenach".
Nel 1750 sposò la figlia di un pastore che gli diede sette figli di cui sei maschi. Uno solo mostrò disposizione per la musica, il maggiore Johann Georg nato nel 1751. Tutte le ambizioni di Ernst si realizzarono in questo figlio che fu nominato Hofadvokat (avvocato) e infine notaio imperiale.